# Dsmitryj Frydman
Dsmitryj Frydman (belarussisch Дзмітрый Фрыдман, engl. Transkription Dzmitry Frydman; * 6. Februar 1981) ist ein belarussischer Sommerbiathlet in der Teildisziplin Crosslauf.
Dsmitryj Frydman bestritt seine erste internationale Meisterschaften 2006 bei den Sommerbiathlon-Weltmeisterschaften, wo er 13. in Sprint und Verfolgung wurde. Ein Jahr später wurde er in Otepää 22. des Sprints, 15. der Verfolgung und verpasste als Viertplatzierter mit Hanna Zwetawa, Natallja Sakalowa und Aljaksandr Uszinau knapp den Gewinn einer Medaille im Staffelrennen.